# ゲンナジー・コルビン
ゲンナジー・ヴァーシリエヴィチ・コルビン（Генна́дий Васи́льевич Ко́лбин、Gennadii Vasilievich Kolbin、1927年5月27日 – 1998年1月15日）は、ソビエト連邦の政治家。ロシア人。
ニジニ・タギル出身。工場勤務を経てニジニ・タギル・レーニンスキー地区の共産党支部第二書記及び第一書記、スヴェルドロフスク州地域委員会の副長官を経てグルジア共産党副長官、ウリヤノフスク州党支部初代書記長を歴任。
ゴルバチョフ時代前期、カザフ共産党第一書記となったが（1986年12月6日 - 1989年6月22日）、カザフ人の反発を買い、アルマアタ暴動の引き金となった。結局1989年に辞任し、モスクワの人民統制委員会委員長を翌1990年のソ連崩壊まで務めた。
1990年から年金生活に入り、1998年にモスクワで死去した。同年に亡くなった妻と共にトロエクロフスコエ墓地に埋葬されている。